# Одвисле
Одви́сле (пол. Odwiśle) — село в Польше в сельской гмине Иголомя-Вавженьчице Краковского повета Малопольского воеводства.
В 1975—1998 годах село входило в состав Краковского воеводства.

## Население
По состоянию на 2013 год в селе проживало 440 человек.
| 2010 | 2013 |
| ---- | ---- |
| 439  | 440  |

| Перепись  | Всего   | Всего | Женщины | Женщины | Мужчины | Мужчины |
| --------- | ------- | ----- | ------- | ------- | ------- | ------- |
| Единицы   | человек | %     | человек | %       | человек | %       |
| Население | 440     | 100   | 212     |         | 228     |         |